# Summer paradise
Summer paradise is een nummer van de Frans-Canadese poppunkband Simple Plan. Het is geschreven door de band met behulp van Emanuel Kiriakov en Keinan Warsame en geproduceerd door Brian Howes en werd oorspronkelijk op 13 december 2011 uitgebracht als de vierde single afkomstig van het vierde studioalbum Get Your Heart On!. Het is een door reggae en ska-punk beïnvloed poprocknummer dat geïnspireerd is op leadzanger Pierre Bouviers surfhobby. Het nummer gaat over een jongen die terug denkt aan zijn vakantieliefde. De albumversie en de Australische versie bevat de Somalisch-Canadese rapper K'naan als gastartiest.

## Simple Plan & Sean Paul
Op 27 februari 2012 werd bij de internationale single-uitgave de plaats van K'naan vervangen door Sean Paul. Ook werd voor de wereldwijde uitgave een nieuwe videoclip opgenomen met Sean Paul, naast de oorspronkelijke clip bestaande uit opnamen achter de schermen. Summer paradise bereikte in Australië de vierde positie in de hitparade. Ook werd het nummer in Nederland Alarmschijf.

### Hitnoteringen

#### Nederlandse Top 40
| Hitnotering: 28-04-2012 t/m 04-08-2012 | Hitnotering: 28-04-2012 t/m 04-08-2012 | Hitnotering: 28-04-2012 t/m 04-08-2012 | Hitnotering: 28-04-2012 t/m 04-08-2012 | Hitnotering: 28-04-2012 t/m 04-08-2012 | Hitnotering: 28-04-2012 t/m 04-08-2012 | Hitnotering: 28-04-2012 t/m 04-08-2012 | Hitnotering: 28-04-2012 t/m 04-08-2012 | Hitnotering: 28-04-2012 t/m 04-08-2012 | Hitnotering: 28-04-2012 t/m 04-08-2012 | Hitnotering: 28-04-2012 t/m 04-08-2012 | Hitnotering: 28-04-2012 t/m 04-08-2012 | Hitnotering: 28-04-2012 t/m 04-08-2012 | Hitnotering: 28-04-2012 t/m 04-08-2012 | Hitnotering: 28-04-2012 t/m 04-08-2012 | Hitnotering: 28-04-2012 t/m 04-08-2012 | Hitnotering: 28-04-2012 t/m 04-08-2012 |
| Week:                                  | 1                                      | 2                                      | 3                                      | 4                                      | 5                                      | 6                                      | 7                                      | 8                                      | 9                                      | 10                                     | 11                                     | 12                                     | 13                                     | 14                                     | 15                                     |                                        |
| -------------------------------------- | -------------------------------------- | -------------------------------------- | -------------------------------------- | -------------------------------------- | -------------------------------------- | -------------------------------------- | -------------------------------------- | -------------------------------------- | -------------------------------------- | -------------------------------------- | -------------------------------------- | -------------------------------------- | -------------------------------------- | -------------------------------------- | -------------------------------------- | -------------------------------------- |
| Positie:                               | 24                                     | 19                                     | 16                                     | 11                                     | 7                                      | 7                                      | 12                                     | 12                                     | 16                                     | 18                                     | 19                                     | 21                                     | 22                                     | 26                                     | 32                                     | uit                                    |

#### NederlandseSingle Top 100
| Hitnotering: 21-04-2012 t/m 11-08-2012 | Hitnotering: 21-04-2012 t/m 11-08-2012 | Hitnotering: 21-04-2012 t/m 11-08-2012 | Hitnotering: 21-04-2012 t/m 11-08-2012 | Hitnotering: 21-04-2012 t/m 11-08-2012 | Hitnotering: 21-04-2012 t/m 11-08-2012 | Hitnotering: 21-04-2012 t/m 11-08-2012 | Hitnotering: 21-04-2012 t/m 11-08-2012 | Hitnotering: 21-04-2012 t/m 11-08-2012 | Hitnotering: 21-04-2012 t/m 11-08-2012 | Hitnotering: 21-04-2012 t/m 11-08-2012 | Hitnotering: 21-04-2012 t/m 11-08-2012 | Hitnotering: 21-04-2012 t/m 11-08-2012 | Hitnotering: 21-04-2012 t/m 11-08-2012 | Hitnotering: 21-04-2012 t/m 11-08-2012 | Hitnotering: 21-04-2012 t/m 11-08-2012 | Hitnotering: 21-04-2012 t/m 11-08-2012 | Hitnotering: 21-04-2012 t/m 11-08-2012 | Hitnotering: 21-04-2012 t/m 11-08-2012 |
| Week:                                  | 1                                      | 2                                      | 3                                      | 4                                      | 5                                      | 6                                      | 7                                      | 8                                      | 9                                      | 10                                     | 11                                     | 12                                     | 13                                     | 14                                     | 15                                     | 16                                     | 17                                     |                                        |
| -------------------------------------- | -------------------------------------- | -------------------------------------- | -------------------------------------- | -------------------------------------- | -------------------------------------- | -------------------------------------- | -------------------------------------- | -------------------------------------- | -------------------------------------- | -------------------------------------- | -------------------------------------- | -------------------------------------- | -------------------------------------- | -------------------------------------- | -------------------------------------- | -------------------------------------- | -------------------------------------- | -------------------------------------- |
| Positie:                               | 42                                     | 29                                     | 27                                     | 34                                     | 32                                     | 27                                     | 22                                     | 28                                     | 42                                     | 39                                     | 31                                     | 31                                     | 32                                     | 33                                     | 33                                     | 62                                     | 83                                     | uit                                    |

#### VlaamseUltratop 50
| Hitnotering: 26-05-2012 t/m 18-08-2012 | Hitnotering: 26-05-2012 t/m 18-08-2012 | Hitnotering: 26-05-2012 t/m 18-08-2012 | Hitnotering: 26-05-2012 t/m 18-08-2012 | Hitnotering: 26-05-2012 t/m 18-08-2012 | Hitnotering: 26-05-2012 t/m 18-08-2012 | Hitnotering: 26-05-2012 t/m 18-08-2012 | Hitnotering: 26-05-2012 t/m 18-08-2012 | Hitnotering: 26-05-2012 t/m 18-08-2012 | Hitnotering: 26-05-2012 t/m 18-08-2012 | Hitnotering: 26-05-2012 t/m 18-08-2012 | Hitnotering: 26-05-2012 t/m 18-08-2012 | Hitnotering: 26-05-2012 t/m 18-08-2012 | Hitnotering: 26-05-2012 t/m 18-08-2012 | Hitnotering: 26-05-2012 t/m 18-08-2012 |
| Week:                                  | 1                                      | 2                                      | 3                                      | 4                                      | 5                                      | 6                                      | 7                                      | 8                                      | 9                                      | 10                                     | 11                                     | 12                                     | 13                                     |                                        |
| -------------------------------------- | -------------------------------------- | -------------------------------------- | -------------------------------------- | -------------------------------------- | -------------------------------------- | -------------------------------------- | -------------------------------------- | -------------------------------------- | -------------------------------------- | -------------------------------------- | -------------------------------------- | -------------------------------------- | -------------------------------------- | -------------------------------------- |
| Positie:                               | 38                                     | 34                                     | 33                                     | 37                                     | 35                                     | 31                                     | 28                                     | 33                                     | 33                                     | 36                                     | 24                                     | 45                                     | 47                                     | uit                                    |